# 2015 TB145
2015 TB145 هو كويكب مار بالقرب من الأرض اكتشف 10 أكتوبر 2015 واكتشفه التلسكوب الكبير Pan-STARRS
. ونظرا لمروره بالقرب من الأرض فهو يصنف بأنه أجرام قريبة من الأرض.
شكله كروي ويبلغ قطره نحو 600 متر ومر بالأرض على أقرب مسافة يوم 31 أكتوبر 2015 في تمام الساعة 17:01 توقيت عالمي منسق .
. أي في تمام الساعة 18:01 بتوقيت وسط أوروبا وكان على بعد 480.000 كيلومتر من الأرض (أي 27و1 مرة أبعد من القمر).
وهو أحد الكويكبات التي تم تصويرها بـ الرادار وكان ذلك في يوم 31 أكتوبر 2015 ، وهو يشبه جمجمة إنسان.

Radarbild vom Arecibo Observatorium in بورتوريكو, 30. Oktober 2015

## المسار
يميل مدار الكويكب 145 تي بي 2015 حول الشمس بزاوية 45 درجة على مستوى دوران الأرض حول الشمس Ekliptik . ويسير الكويكب 145 تي بي 2015 أثناء اقترابه من الأرض في اتجاه الشمس حيث يمر مداره أيضا باكوكب عطارد. وبعد ذلك يلف من وراء الشمس على بعد أربعة أضعاف البعد بين الشمس والأرض (أي على بعد نحو نحو 600 مليون كيلومتر من الشمس.

Bahndarstellung beim Vorbeiflug an der Erde. Zeiten in UTC (= MEZ minus 1 Stunde)

## اقرأ أيضا
- كويكب
- 162173 ريوغو (كويكب)
- 3122 فلورنس 2017
- بعثة هايابوسا 2